# Janitzio
Janitzio ist ein etwa 2500 Einwohner zählender Ort auf einer zur Gemeinde (municipio) von Pátzcuaro gehörenden gleichnamigen Insel im Pátzcuaro-See im mexikanischen Bundesstaat Michoacán.

## Lage und Klima
Janitzio liegt auf ca. 2035 m Höhe im Pátzcuaro-See. Morelia, die Hauptstadt des Bundesstaats, liegt etwa 50 km östlich; Mexiko-Stadt ist ca. 350 km in östlicher Richtung entfernt. Das Hochlandklima ist gemäßigt bis mild; Regen (ca. 1300–1600 mm/Jahr) fällt hauptsächlich in den Monaten Juni bis Oktober.

## Bevölkerung
| Jahr      | 2000 | 2010 | 2020 |
| Einwohner | 2074 | 2458 | 2352 |

Der überwiegende Teil der Bevölkerung ist indianischer (d. h. taraskischer) Abstammung; zahlreich sind auch Mestizen. Gesprochen wird jedoch auch Spanisch.

## Wirtschaft
Die Bewohner des Ortes leben hauptsächlich vom Tourismus und vom Fischfang.

## Geschichte
Die Siedlung wurde um das Jahr 1325 von den aus dem Norden eingewanderten Purépecha gegründet. Nachdem zunächst Pátzcuaro das Zentrum des Púrépecha-Reiches war, verlagerte sich die Macht in der Mitte des 15. Jahrhunderts nach Tzintzuntzan. Das Reich wuchs weiter und hielt den Angriffen des benachbarten Aztekenreiches bis zur Ankunft der Spanier stand. Im Jahr 1530 eroberte ein ca. 6000 Mann starkes Heer unter der Führung von Nuño Beltrán de Guzmán die Region. Der Herrscher von Tzintzuntzan ergab sich den Spaniern, da er dem Schicksal der Azteken entgehen wollte, deren Hauptstadt Tenochtitlan zerstört wurde. Während seiner Glanzzeit hatte der Ort annähernd 40.000 Einwohner.

## Sehenswürdigkeiten
- Die Iglesia San Jerónimo ist ein Bau des 17. Jahrhunderts. Das Innere ist einschiffig und von einer teilweise bemalten gewölbten Holzdecke überspannt.
- Die im Jahr 1933 zu Ehren des Priesters und Kämpfers für die Unabhängigkeit Mexikos José María Morelos († 1815) errichtete ca. 40 m hohe Morelos-Statue überragt den Ort und die Insel. Das Innere der Statue ist mit Wandmalereien von Ramón Alva de Canal aus den Jahren 1936–1940 ausgemalt, die das Leben und die Schlachten des Kämpfers Revue passieren lassen.

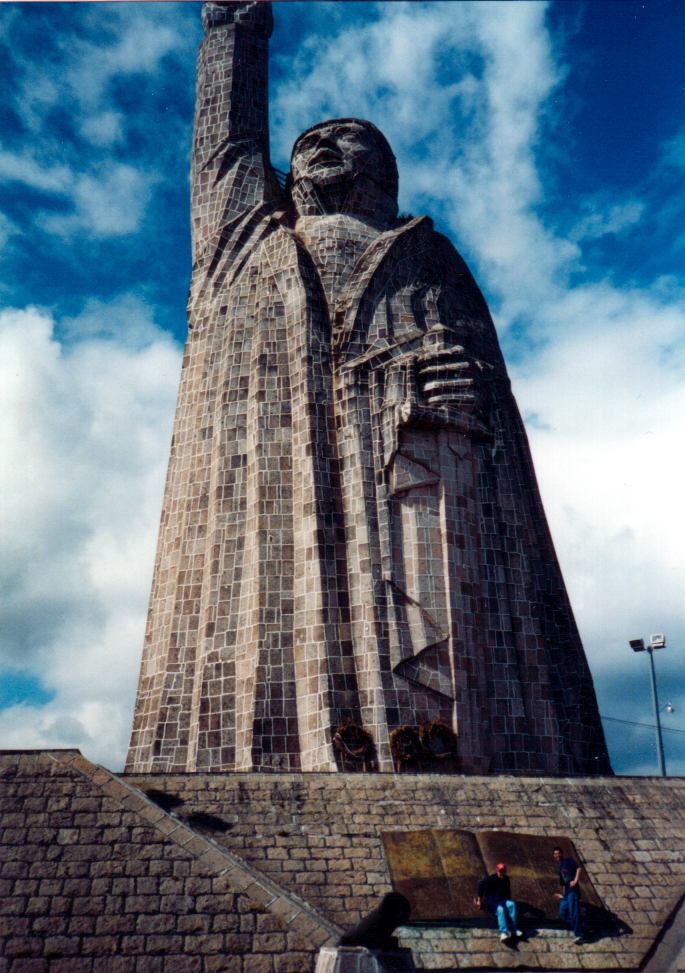
Morelos-Statue
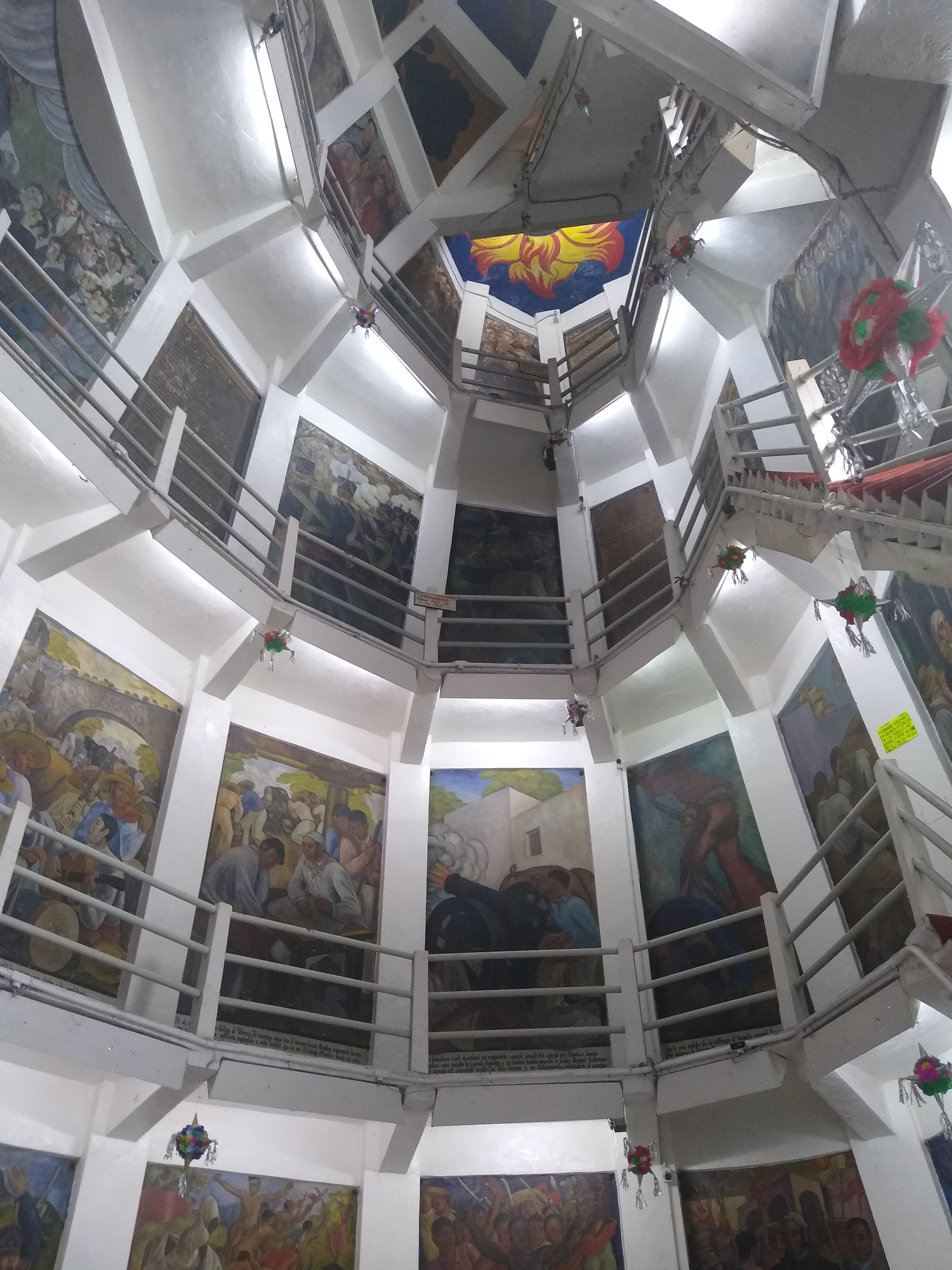
Inneres der Morelos-Statue
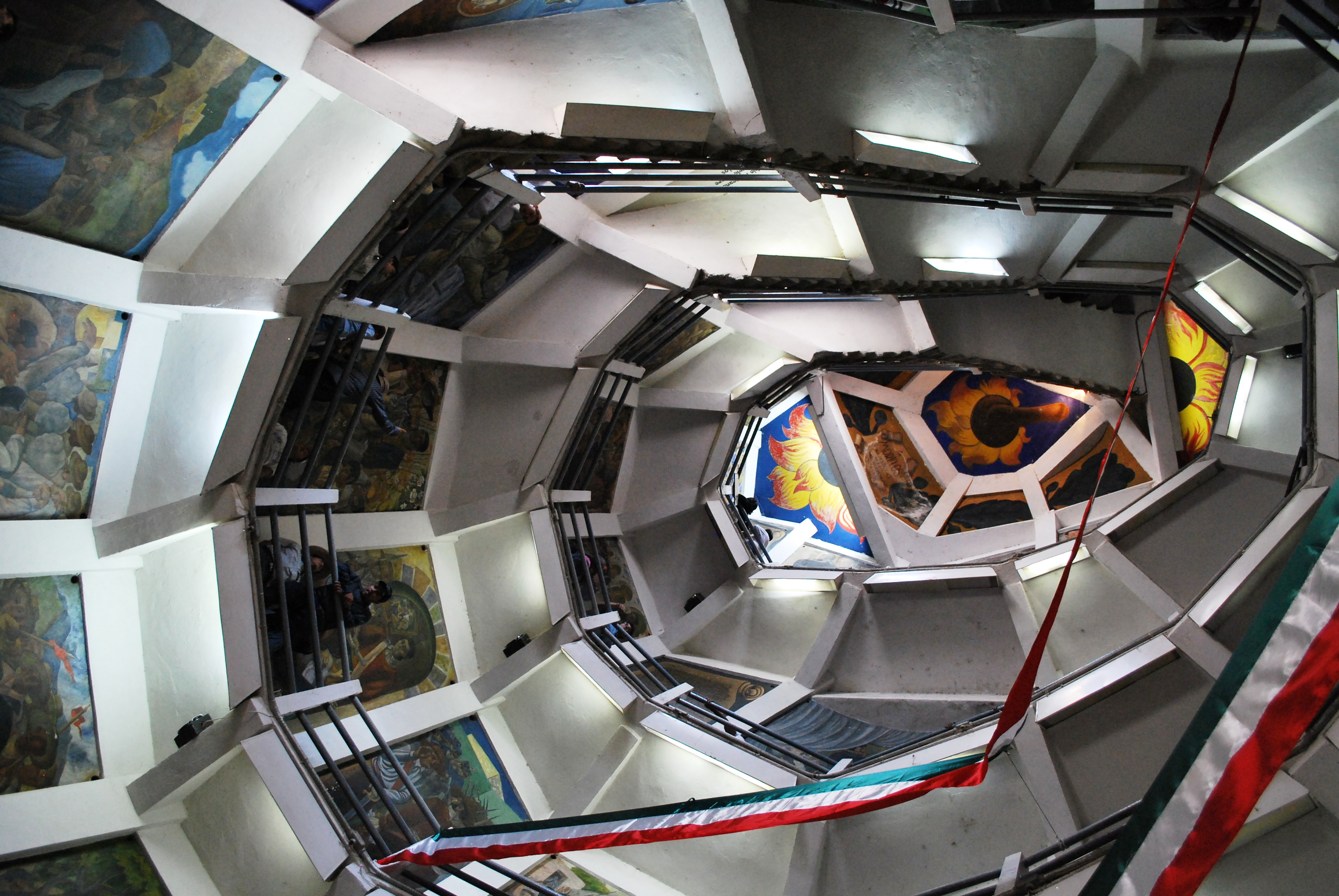
dto.
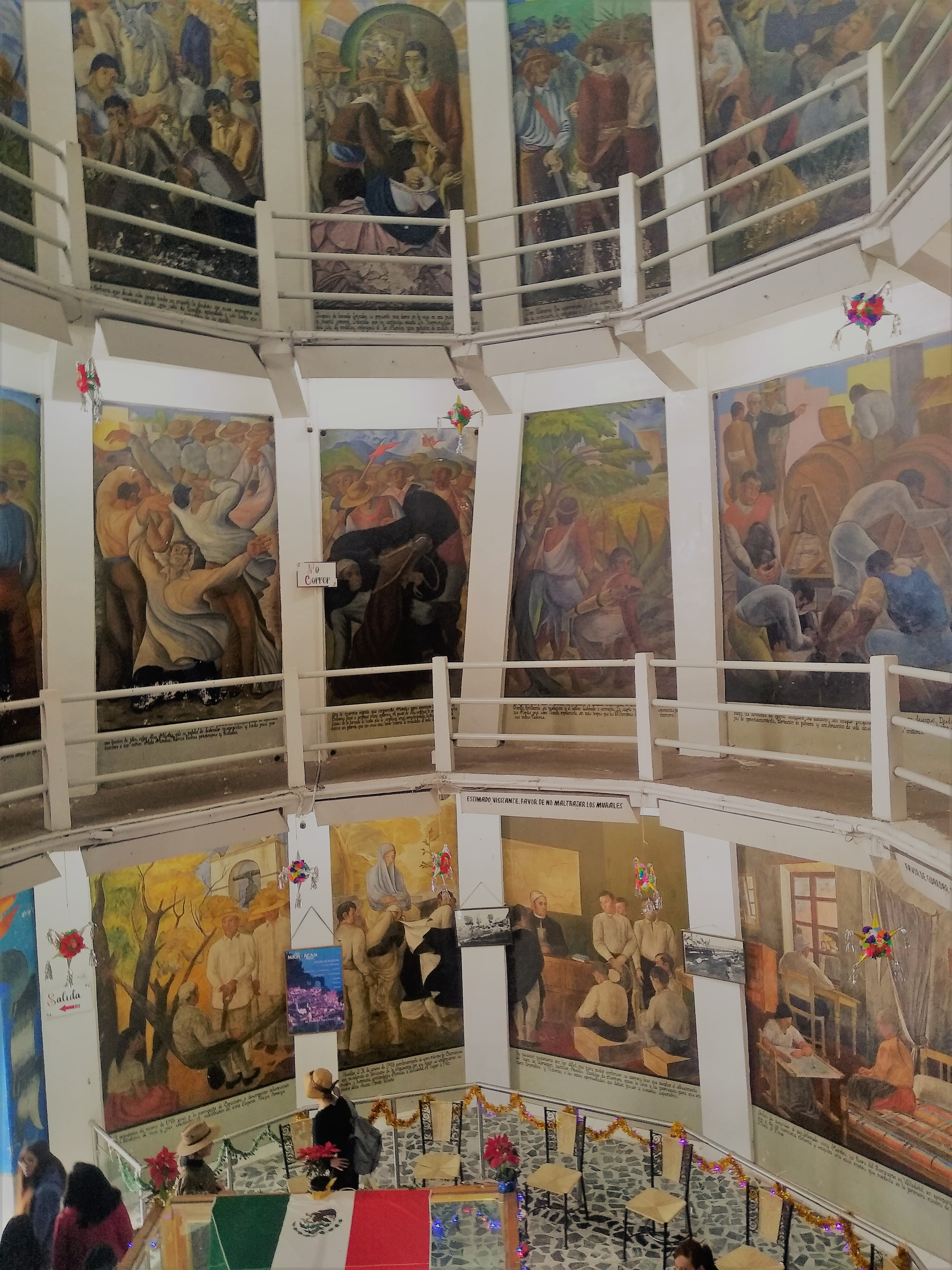
Wandmalereien